# سازمان باغات و مناطق طبیعی اسرائیل
سازمان باغات و مناطق طبیعی اسرائیل (به عبری: רשות הטבע והגנים) یک سازمان دولتی در کشور اسرائیل است که براساس قوانین کشور اسرائیل، وظیفه حفظ ذخایر طبیعی، زیست‌گاه‌های حیات وحش و پارک‌های ملی در آن کشور را برعهده دارد.
سازمان باغات و مناطق طبیعی اسرائیل از زیرمجموعه‌های وزارت محیط زیست اسرائیل است.